# Finn (rzeka)
Finn (irl. Abhainn na Finne) – rzeka w Irlandii w hrabstwie Donegal i w Irlandii Północnej w hrabstwie Tyrone.
Finn wypływa z jeziora Finn w hrabstwie Donegal w Irlandii i górską doliną dopływa do Ballybofey, mija Killygordon, Castlefinn i na krótkim odcinku ok. 7 km między Clady i Strabane, gdzie wpływa do rzeki Foyle, jest rzeką graniczną między Irlandią i Irlandią Północną.
Będąc dopływem rzeki Folye północnoirlandzka część rzeki Finn objęta jest ochroną jako Area of Special Scientific Interest (ASSI).
W rzece występują m.in. pstrąg i łosoś, i od 1 marca do 15 września jest ona popularnym miejscem wędkowania.